# Памятник Ленину (Курган)
Па́мятник Влади́миру Ильичу́ Ле́нину — памятник основателю первого в мире социалистического государства В. И. Ленину. Объект культурного наследия регионального значения (№ 073).

## Расположение
Находится на площади Ленина города Кургана, Россия.

## История создания
Памятник представляет собой бронзовую скульптуру во весь рост на бетонном постаменте, отделанном мраморной плиткой. Монумент отлит на ленинградском заводе «Монумент-скульптура».
В сооружении памятника принимали участие предприятия города Кургана. Блоки для фундамента поставлял завод «Промжелезобетон»; сталь, необходимую для обработки гранита, инструмент для камнетесов изготовили на заводе «Кургансельмаш»; обрабатывался гранит на арматурном, скульптура в глине создана на заводе «Химмаш».
Высота памятника — 6 м, с постаментом — 13,5 м. Перед постаментом сделана трибуна с надписью на лицевой стороне его известных слов о Республике Советов: «Наша социалистическая республика Советов будет стоять прочно, как факел международного социализма и как пример перед всеми трудящимися массами» и подпись — «В. Ульянов (Ленин)». Цитата взята из «Доклада о деятельности Совета Народных Комиссаров», произнесённого 11 (24) января 1918 года на Третьем Всероссийском Съезде Советов рабочих, солдатских и крестьянских депутатов.
Автор: скульптор — Владимир Егорович Егоров (1927—1990), архитектор — Геннадий Иванович Белянкин (1927—2011). Ленин изображен говорящим, но скорее не как трибун, а как собеседник. Правой рукой чуть сжимает ворот надетого на костюм -тройку расстегнутого пальто. Уверенный, спокойный взгляд, убежденного в победе революции и построении первого в мире государства трудящихся человека. И никакой театральности, излишней патетики. Егоров так хотел решить этот образ. Памятник был отлит в Ленинграде на заводе художественного литья «Монументскульптура», высота фигуры 6 м, а постамента (с трибуной) — 7,5 м.
Монумент открыт 27 октября 1967 в день 50-летия Советской власти на месте другого, меньшего по масштабу памятника Ленину, установленного в 1952, ныне находящегося у «Китайского рынка», ранее — завод «Икар» (скульптор Анатолий Иванович Козырев (1918—1980)). Честь открыть памятник В. И. Ленину была предоставлена первому секретарю обкома КПСС Ф. К. Князеву; члену партии с октября 1917 года, почётному гражданину Кургана М. В. Шпанову; Герою Советского Союза Ф. В. Елисееву; Герою Социалистического Труда Б. П. Карпешу; председателю горисполкома Г. С. Махалову и комсомолке, ударнице коммунистического труда Е. Пшеничниковой.